# Cedarville (New Jersey)
Cedarville is een plaats (census-designated place) in de Amerikaanse staat New Jersey, en valt bestuurlijk gezien onder Cumberland County.

## Demografie
Bij de volkstelling in 2000 werd het aantal inwoners vastgesteld op 793.

## Geografie
Volgens het United States Census Bureau beslaat de plaats een oppervlakte van
6,0 km², waarvan 5,9 km² land en 0,1 km² water. Cedarville ligt op ongeveer 3 m boven zeeniveau.

## Plaatsen in de nabije omgeving
De onderstaande figuur toont nabijgelegen plaatsen in een straal van 16 km rond Cedarville.